# Durazo, la verdadera historia
Durazo, la verdadera historia es una película mexicana de 1988 dirigida por Gilberto de Anda. El largometraje narra la vida de Arturo Durazo Moreno, quién se desempeñó como titular del Departamento de Policía y Tránsito del Departamento del Distrito Federal de México durante el sexenio de José López Portillo, de 1976 a 1982. La obra surgió como respuesta a la película Lo negro del negro, estrenada un año antes y que igualmente explica la vida del mismo personaje.
- Datos: Q22000091